# 佐々木勇太郎
佐々木 勇太郎（ささき ゆうたろう、1868年（明治元年） - ?）は、明治期の鉄道実業家。

## 経歴
豊前国（現・大分県）中津生まれ。藩校進脩館、中津市学校を経たのち慶應義塾を経て郷里中津に帰る。山陽鉄道、豊州鉄道を経たのち日本紡績会社社長となる。その後南海鉄道（現・南海電気鉄道）に転じ副支配人となる。のちに欧米を視察し南海鉄道に改良を加える。